# Erich Windbichler

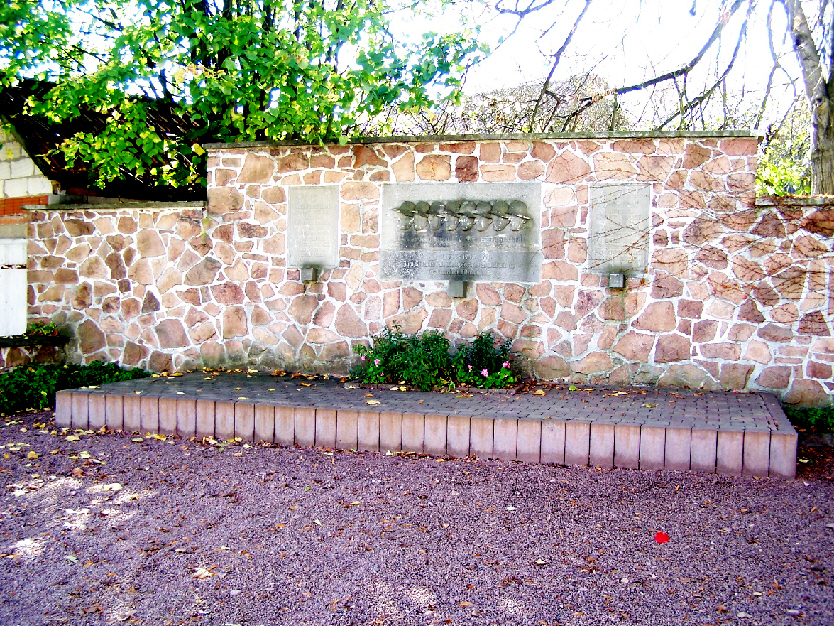
Kriegerdenkmal in Etterwinden

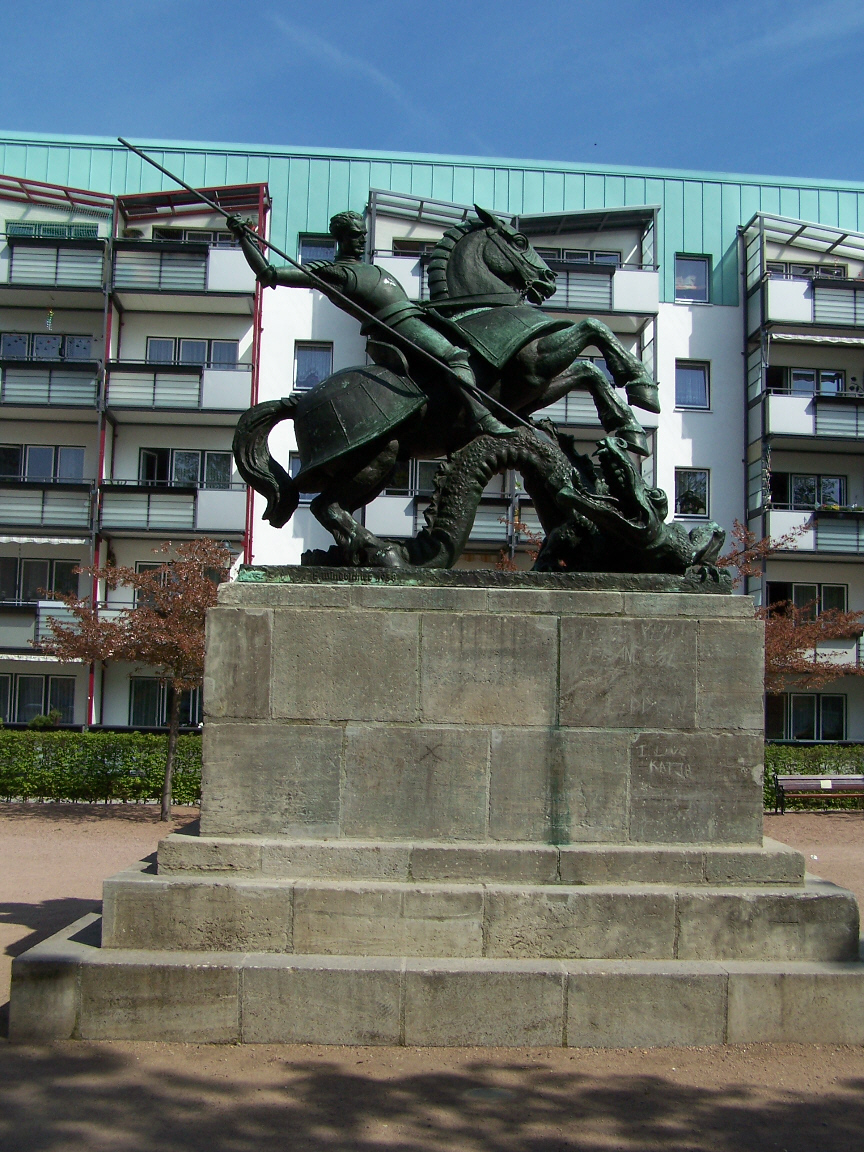
St.-Georgs-Denkmal in Eisenach

Erich Windbichler (* 15. September 1904 in Salzburg; † verschollen im Zweiten Weltkrieg, 1963 Todeserklärung) war ein österreichischer Maler und Bildhauer.

## Leben
Windbichlers wurde 1904 als Sohn des Leiters der amtlichen Nachrichtenstelle in Salzburg geboren. Er besuchte das Gymnasium seiner Heimatstadt und war ab 1917 Mitglied des Freikorps. 1923 begann er eine Ausbildung in einer Keramikwerkstatt und danach ein Studium an der Staatlichen Hochschule für bildende Künste zu Weimar. Von 1924 bis 1927 studierte er Malerei an der Kunstgewerbeschule Wien. Seine Bilder wurden erstmals 1928 in Narvik ausgestellt. Nachdem er weitere vier Semester in Weimar studierte, wurde er 1930 zum Meisterschüler ernannt. Auf Drängen seiner Mäzenin Anna Hilaria Preuß siedelte er 1932 nach Eisenach über, wo er bis zu seiner Einberufung zur Wehrmacht 1944 wirkte. Er galt ab 1944 als vermisst und wurde 1963 für tot erklärt.

## Wirken
Windbichler malte überwiegend Aquarelle. Er verbrachte zwischen 1928 und 1931 insgesamt ein Jahr in Norwegen, wo eine Reihe von Landschaftsbildern der Lofoten entstand. Daneben malte er Porträts von Familienmitgliedern, Stillleben, Landschaftsbilder seiner Wahlheimat Thüringen und Aktbilder. Sein bekanntestes Werk als Bildhauer ist das Panzerreiterdenkmal, eine Darstellung des Heiligen St. Georg auf dem Jakobsplan in Eisenach.
Er erhielt 1931 für seine Arbeit „Kopf eines Industriearbeiters“ die Goldene Staatsmedaille vom Unterrichtsministerium in Wien verliehen. 
In der Zeit des Nationalsozialismus war Windbichler Mitglied der Reichskammer der bildenden Künste. Zwischen 1937 und 1944 wurden seine Bilder in mehreren Ausstellungen in Eisenach gezeigt, u. a. 1942 im Thüringer Museum mit Arbeiten des Bildhauers und Direktors der Staatlichen Schnitzschule Empfertshausen Erich Sperling.
Zu seinen Ehren fand 1993 im Thüringer Museum eine Sonderausstellung statt.

## Werke (Auswahl)
- Kriegerehrenmal in Etterwinden (Relief)
- „Erzieherin mit Kindern“ (Relief am Elisabeth-Gymnasium in Eisenach)
- „Arbeit und Bewegung“ (Relief)
- St.-Georgs-Denkmal (Panzerreiter)
- Sgraffito-Arbeiten in der Eisenacher Karlstraße